# Platnick (genre)
Genre
Platnick est un genre d'araignées aranéomorphes de la famille des Liocranidae.

## Distribution
Les espèces de ce genre se rencontrent au Tadjikistan et en Chine.

## Liste des espèces
Selon World Spider Catalog (version 25.0, 04/03/2024) :
- Platnick astana Marusik & Fomichev, 2020
- Platnick sanglok Marusik & Fomichev, 2020
- Platnick shablyai Marusik & Fomichev, 2020
- Platnick xintongi Lin & Li, 2024

## Systématique et taxinomie
Ce genre a été décrit par Marusik et Fomichev en 2020 dans les Liocranidae.

## Étymologie
Ce genre est nommé en l'honneur de Norman I. Platnick.

## Publication originale
- Marusik & Fomichev, 2020 : « A new genus of Liocranidae (Arachnida: Araneae) from Tajikistan. » Acta Biologica Sibirica, vol. 6, p. 583-594.